# Khndzorut (Vajoc Dzor)
Khndzorut (arménsky Խնձորուտ; před r. 1945 turecky Almalu a Elmalu) je malá vesnice v provincii Vajoc Dzor v Arménii. Severozápadně od obce je opuštěná vesnice Horadis s kostelem z roku 1668.